# 니콜 데이비드
다툭 니콜 앤 데이비드(Datuk Nicol Ann David, 1983년 8월 26일~)는 말레이시아의 여자 프로 스쿼시 선수이다. 2006년 세계 최초로 아시아 선수로서 여자 스쿼시 세계 랭킹 1위에 올랐다. 브리티시 오픈 스쿼시 선수권 대회에서 2005, 2006, 2008, 2012년에 우승했으며, 월드 오픈에서 2005, 2006, 2008, 2009, 2010, 2011, 2012년에 우승했다.
데이비드는 세계 주니어 스쿼시 선수권 대회에서 두 번 우승한 최초의 선수이다. 그녀는 이 대회에서 1999년과 2001년에 리처드 글랜필드의 코치 아래 두 번 우승했다. 라님 엘 웰레일리가 2007년 이 대회에서 두 번째 우승할 때까지 데이비드는 이 대회에서 두 번 우승한 유일한 여자 선수였다. 데이비드는 2000년에 WISPA에 선수 등록을 하여 프로로 데뷔, 투어에 참가한지 수 개월만인 2000년 2월 핀란드 오픈 결승에서 살마 샤바나를 꺾고 우승하면서 생애 첫 타이틀을 획득했다. 2008년 6월 7일 그녀는 당시 말레이시아 국왕이었던 투안쿠 미잔 자이날 아비딘의 생일에 다르자 박티(Darjah Bakti) 공로훈장을 수여 받았다. 그녀는 1975년 6월 26일 최초 제정 이래 이 훈장을 수여 받은 최초의 인물이었다. 2004년에는 아테네 올림픽에 말레이시아 대표 성화 봉송 주자로 초청되었으며, UNDP의 말레이시아 친선 대사로 임명되기도 했다.
스쿼시 역사상 가장 뛰어난 여자 선수 중 한 명으로 꼽히는 데이비드는, 아시아 스쿼시 선수권 대회에서 8회 우승한 기록을 갖고 있다.(1998, 2000, 2002, 2004, 2006, 2008, 2010, 2011년) 또한 2006년 3월부터 2007년 4월까지 13개월간 51 경기 연승 기록을 갖고 있다. 이 연승 기록은 2007년 4월 서울 오픈 결승에서 나탈리 그린햄에게 패하면서 끝났다. 그녀는 WSA 올해의 선수상을 7회 수상하였다.(2005-2010, 2012년)

## 같이 보기
- 브리티시 오픈 스쿼시 선수권 대회